# Tunica Resorts
Tunica Resorts es un lugar designado por el censo ubicado en el condado de Tunica en el estado estadounidense de Misisipi. En el año 2010 tenía una población de 1,910 habitantes.

## Geografía
Tunica Resorts se encuentra ubicado en las coordenadas 34°49′1″N 90°18′58″O / 34.81694, -90.31611.